# Arum elongatum
Arum elongatum là một loài thực vật có hoa trong họ Ráy (Araceae). Loài này được Steven mô tả khoa học đầu tiên năm 1857.